# Iso Tolpanjärvi
Iso Tolpanjärvi eller Tolpanjärvi är en sjö i Finland. Den ligger i kommunen Pudasjärvi i landskapet Norra Österbotten, i den centrala delen av landet, 600 km norr om huvudstaden Helsingfors. Tolpanjärvi ligger 188,1 meter över havet. Arean är 25,6 hektar och strandlinjen är 3,11 kilometer lång. Sjön  ingår i Ijo älvs huvudavrinningsområde. 